# Jeongsun (1440–1521)
Jeongsun, född 1440, död 1521, var en koreansk drottning, gift med kung Danjong av Joseon. 
Hon gifte sig 1454 vid femton års ålder med den ett år yngre kungen. Paret fick inga barn. Hennes make avsattes 1455. Hon fick då titeln änkedrottning. Efter en misslyckad kupp av oppositionen för att återuppsätta hennes man på tronen igen år 1457, fråntogs paret sina titlar och separerades. Hon förvisades från hovet, och eftersom hennes familj hade blivit bestraffad och deras hem förstört, försörjde hon sig på att hjälpa palatspigorna med textilfärgning i utbyte mot en del av deras ransoner. Kungen förklarade att hon skulle ha slavstatus, men dock inte ägas av någon eller tvingas slavarbeta. 